# 1962年NBA选秀
1962年NBA選秀（1962 NBA draft）是國家籃球協會（NBA）的第十六次年度選秀。本次選秀於1962年3月26日舉行，9支NBA球隊輪流從美國大學籃球業餘運動員中挑選新隊員。在每一輪選秀中，各隊按照前一賽季（1961-62賽季）的勝負成績逆序選擇。在球季結束後，芝加哥包裝工改名為芝加哥西風，費城勇士則搬遷主場至舊金山變成舊金山勇士。此次選秀共選了16輪，總計選進102位球員。

## 選秀情況
戴夫·德布斯切爾及傑瑞·盧卡斯各自被底特律活塞及辛辛那提皇家以地緣選秀的方式選中，來自猶他大學的比爾·邁克吉爾在第一輪第一順位被芝加哥西風選為該屆狀元。來自普渡大學的特里·狄辛格最終贏得NBA年度最佳新秀本屆的4位新秀德布斯切爾、盧卡斯、第7順位的约翰·哈夫利切克以及第12順位的Chet Walker最終入選名人堂。他們之後也被列入NBA50大巨星一列。盧卡斯一開始選擇加入美國籃球聯盟的克里夫蘭風笛手，然而這項合約之後取消了。他之後就選擇繼續完成大學學業，最終於1963–64 NBA賽季進入NBA並得到該屆NBA年度最佳新秀。盧卡斯的成就包括於1973年得到冠軍、5度入選最佳陣容及7度入選明星隊。德布斯切爾的成就包括於1970、1973年獲得NBA冠軍、1次最佳陣容、8度入選明星隊以及6度入選最佳防守陣容，1964–65 NBA賽季他在活塞隊身兼球員及總教練，並已24歲的年紀成為NBA史上最年輕的總教練，他帶領活塞隊近3年才重回全職球員。也曾在芝加哥白襪隊打過棒球，在美國職棒大聯盟度過1962、1963年以及另一個在小聯盟的球季，之後他選擇專心在籃球生涯上，並成為12位同時打過NBA及MLB的球員之一。哈維切克的職業生涯都待在波士頓塞爾提克，他的成就包括8個NBA冠軍、1次NBA總決賽最有價值球員、11度入選最佳陣容、13度入選明星隊以及8度入選最佳防守陣容。第12順位的Walker其成就包括於1967年贏得總冠軍以及7度入選明星隊。
第3順位的澤爾莫·比蒂打過NBA與美國籃球協會（ABA）入選2次NBA明星隊、3次ABA明星隊以及3次ABA最佳陣容。狄辛格與第4順位的萊恩·查普爾是除以上者有被選入明星隊過的球員。當狄辛格在底特律活塞隊時，他曾於1971年暫代2場比賽的總教練。第5順位的韋恩·海托選擇在大一結束後就輟學，但因受限於NBA當時的規定，無法馬上投入選秀會，所以他先選擇加入西班牙籃球甲級聯賽的皇家馬德里他只待了一個球季，幫助皇家馬德里取得西班牙聯賽的冠軍並進軍歐洲籃球聯賽決賽，最後獲得亞軍。第29順位的雷傑·哈丁成為第一位NBA高中輟學生，然而礙於NBA規定並沒有馬上進入NBA。他後來又參加1963年NBA選秀並在第6輪第48順位被活塞隊選中。
第17順位的唐·尼爾森在NBA打了14個球季，在塞爾提克隊拿了5個冠軍。於1976年退休後很快地擔任起總教練，生涯執教過5支NBA球隊，最近的執教經驗則是2006～2010年的金州勇士。在他31年的執教生涯中，勝負場次為1333勝1061負（截至2010年4月8日），成為NBA勝場最多的教練。曾三度獲得NBA年度最佳教練（僅有他和帕特·萊利、格雷格·波波維奇三人）他同時還入選 NBA歷史十大教練 。第29順位的凱文·朗格利，於1973年曾身兼費城76人的球員兼教練，球季結束後，他退休並擔任紐約籃網隊的教練。率領籃網隊於1974、1976年贏得兩座ABA冠軍，而ABA與NBA合併後他也繼續執教。生涯執教過6支球隊，最近的執教經驗則是1992～1994年的邁阿密熱火。

## 圖例
| 场上位置 | G    | F    | C    |
| 位置     | 后卫 | 前锋 | 中锋 |

| ^ | 表示此球員已經入選奈史密斯籃球名人紀念堂 |
| + | 表示此球員已經入選NBA全明星赛至少一次    |

## 前兩輪選秀

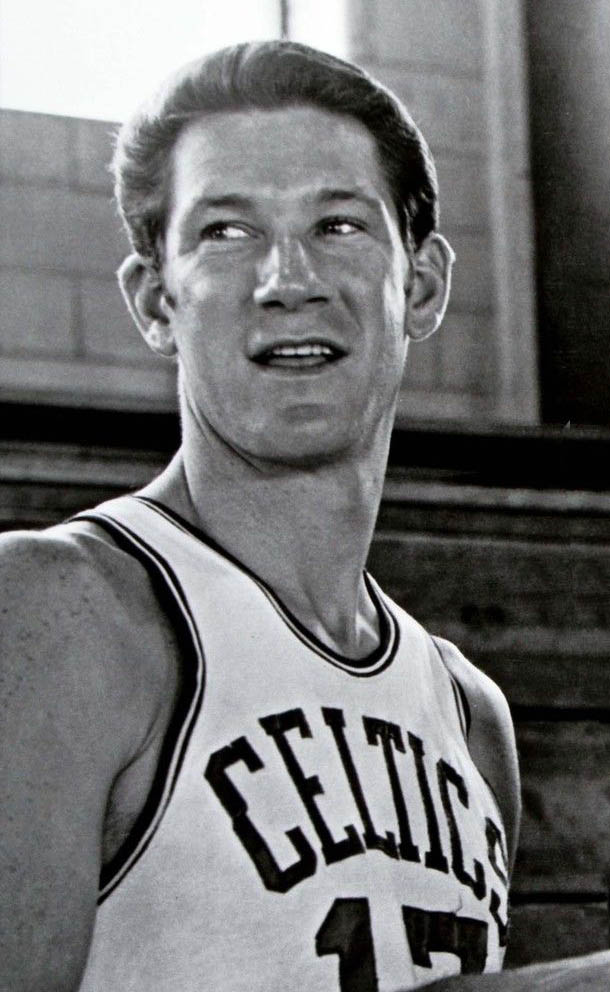
约翰·哈夫利切克被波士頓塞爾提克隊選中。

| 轮数 | 顺位 | 球员名           | 场上位置 | 国籍 | 球队           | 大学/球隊             |
| ---- | ---- | ---------------- | -------- | ---- | -------------- | --------------------- |
| T    | –    | 戴夫·德布斯切爾^ | G/F      | 美国 | 底特律活塞     | 底特律大學            |
| T    | –    | 杰里·卢卡斯^     | F/C      | 美国 | 辛辛那提皇家   | 俄亥俄州立大學        |
| 1    | 1    | 比爾·邁克吉爾    | F/C      | 美国 | 芝加哥西風     | 猶他大學              |
| 1    | 2    | Paul·Hogue       | C        | 美国 | 紐約尼克       | 辛辛納提大學          |
| 1    | 3    | 澤爾莫·比蒂+     | C        | 美国 | 聖路易老鷹     | 普雷里維尤農工大學    |
| 1    | 4    | 萊恩·查普爾+     | F/C      | 美国 | 雪城國民       | 維克弗斯特大學        |
| 1    | 5    | 韋恩·海托        | F/C      | 美国 | 費城勇士       | 皇家馬德里 （西班牙） |
| 1    | 6    | 萊羅伊·艾利斯    | F/C      | 美国 | 洛杉磯湖人     | 聖若望大學            |
| 1    | 7    | 约翰·哈夫利切克^ | G/F      | 美国 | 波士頓塞爾提克 | 俄亥俄州立大學        |
| 2    | 8    | 特里·狄辛格+     | G/F      | 美国 | 芝加哥西風     | 普渡大學              |
| 2    | 9    | John·Rudometkin  | F        | 美国 | 紐約尼克       | 南加州大學            |
| 2    | 10   | 鮑伯·達菲        | G        | 美国 | 聖路易老鷹     | 柯蓋德大學            |
| 2    | 11   | 凱文·朗格利      | G        | 美国 | 底特律活塞     | 聖若望大學            |
| 2    | 12   | Chet·Walker^     | G/F      | 美国 | 雪城國民       | 布拉德利大學          |
| 2    | 13   | Bud·Olsen        | F/C      | 美国 | 辛辛那提皇家   | 路易斯維爾大學        |
| 2    | 14   | Hubie·White      | G/F      | 美国 | 費城勇士       | 維拉諾瓦大學          |
| 2    | 15   | Gene·Wiley       | C        | 美国 | 洛杉磯湖人     | 威奇托州立大學        |
| 2    | 16   | Jack·Foley       | F        | 美国 | 波士頓塞爾提克 | 聖十字學院            |

## 其他新秀
下面列出至少在一場NBA球賽中出場的新秀球員。
| 轮数 | 顺位 | 球员名           | 场上位置 | 国籍 | 球队                                  | 大学                             |
| ---- | ---- | ---------------- | -------- | ---- | ------------------------------------- | -------------------------------- |
| 3    | 17   | 唐·尼爾森        | F        | 美国 | 芝加哥西風                            | 愛荷華大學                       |
| 3    | 19   | 查理·哈德尼特    | F/C      | 美国 | 聖路易老鷹                            | 格蘭布林州立大學                 |
| 3    | 21   | 波特·梅里韋瑟    | G        | 美国 | 雪城國民                              | 田納西州立大學                   |
| 3    | 23   | 達夫·菲德爾      | F        | 美国 | 費城勇士                              | 佛羅里達州立大學                 |
| 4    | 26   | Chico·Vaughn     | G        | 美国 | 聖路易老鷹 （原為芝加哥西風的選秀權） | 南伊利諾伊大學卡本代爾分校       |
| 4    | 28   | 杰里·格洛特      | G        | 美国 | 聖路易老鷹                            | 羅耀拉瑪麗蒙特大學               |
| 4    | 29   | 雷杰·哈丁        | C        | 美国 | 底特律活塞                            | 馬丁·路德·金恩高中 （底特律）[1] |
| 4    | 34   | Roger·Strickland | F        | 美国 | 波士頓塞爾提克                        | 傑克森維爾大學                   |
| 5    | 39   | John·Windsor     | F        | 美国 | 雪城國民                              | 史丹佛大學                       |
| 6    | 46   | 杰伊·卡蒂        | G        | 美国 | 聖路易老鷹                            | 俄勒岡州立大學                   |
| 7    | 59   | Howie·Montgomery | F        | 美国 | 費城勇士                              | 德克薩斯大學汎美分校             |
| 8    | 65   | 杰里·哈克尼斯    | G        | 美国 | 雪城國民                              | 芝加哥羅耀拉大學                 |
| 11   | 85   | Jeff·Slade       | F        | 美国 | 芝加哥西風                            | 凱尼恩學院                       |
| 12   | 90   | Mel·Nowell       | G        | 美国 | 芝加哥西風                            | 俄亥俄州立大學                   |